# Poyen
Poyen – miasto w Stanach Zjednoczonych, w stanie Arkansas, w hrabstwie Grant.